# ولیخان والیسیان
ولیخان بارسمی والِسیان (ارمنی: Վելիխան Պարսամի Վալեսյան؛  زادهٔ ۱۵ آوریل ۱۹۱۴ - درگذشته ۱۸ مارس ۱۹۷۷) یک مهندس اهل ارمنستان بود.

## زندگی‌نامه
در۱۵ آوریل ۱۹۱۴ در روستای آزاتان به دنیا آمد و از دانشگاه ملی پلی‌تکنیک ارمنستان فارغ‌التحصیل شد.   وی همچنین برنده دانشمند شایسته ارمنستان شوروی (۱۹۶۵) شده است. وی در ۱۸ مارس ۱۹۷۷ در سن ۶۲ سالگی در ایروان درگذشت.

## یادداشت
1. ↑  տեխնիկական գիտությունների դոկտոր